# 大韓民國國徽

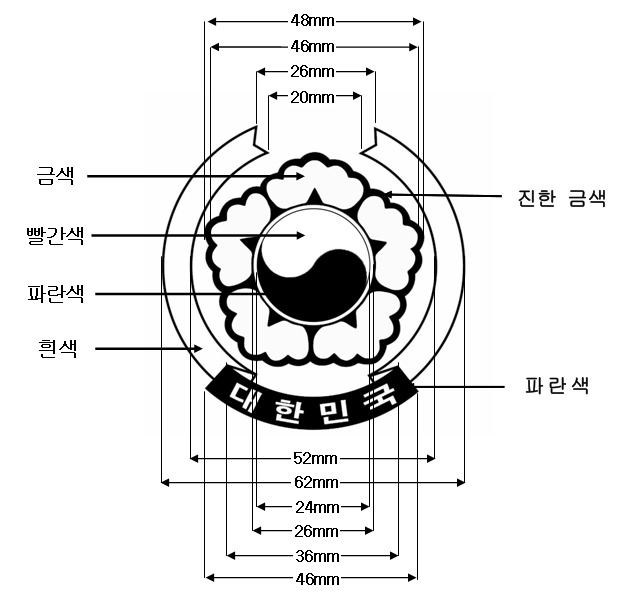
大韩民国国徽设计图

大韩民国国徽（韩语：／）是大韩民国的国徽，启用于1963年4月19日。国徽主体图案为一朵盛开着的無窮花。無窮花的底色白色象征着和平与纯洁，黄色象征着繁荣与昌盛。花朵的中央被一幅红藍太極圖代替，它不仅是韩国以至汉字文化圈一个传统象征，更在此代表着国家行政与大自然规律的和谐。一条白色饰带环绕着無窮花，饰带上以韓文缝着国名「大韩民国」（대한민국）四字。此特点与朝鲜民主主义人民共和国国徽设计相同。
1948至1963年的韩国国徽，主体图案为红蓝二色阴阳图案，外层为乾、坎、离、坤四卦所环绕。

## 歷史國徽

大韓民國臨時政府國徽 （1919年－1948年）
大韓民國國徽 （1948年－1963年）
大韓民國國徽 （1963年－1984年）
大韓民國國徽 （1984年－1997年）
大韓民國國徽 （1997年－2016年）

## 其他關聯徽章

大韓民國總統徽章
大韓民國國務總理徽章
韓國國會徽章
韓國國會徽章 （1948年－2014年）
韓國地方議會徽章
韓國地方議會徽章 （1991年－2014年）
大韓民國政府徽章
大韓民國政府徽章 （1949年－2016年）
韓國憲法法院徽章
韓國憲法法院徽章 （1988年－2017年）
韓國法院（朝鲜语：대한민국의 법원）徽章
韩国国会研究服务会徽章
韩国国会的通讯标志

## 参看
- 韩国
- 韩国国旗
- 韩国国玺
- 朝鲜国徽